# Adalin, Sălaj
Adalin este un sat în comuna Dragu din județul Sălaj, Transilvania, România.

## Atestare documentară
În 1320 este atestată documentar cu denumirea t. seu p. Odalein, iar în 1487 este consemnată în documente ca Adalyn.

## Lăcașuri de cult
În anul 1901 a fost adusă în acest sat o biserică de lemn din satul Borșa, județul Cluj.
Începuturile acestei bisericuțe merg până înainte de anul 1787 și deși nu se află pe lista monumentelor istorice, ea este un martor viu de cultură și istorie ardeleană. Inițial această biserică a fost ridicată în localitatea sălăjeană Stoboru, unde funcționa ca și biserică de mănăstire. În 1787 aceasta a fost demolată în urma decretului împăratului Iosif al II-lea, când au fost închise majoritatea așezămintelor monahale din Imperiul Habsburgic. Demolarea bisericii mănăstirii nu a condus însă la dispariția construcției. Conform tradiției păstrate în Stoboru, biserica a fost dăruită credincioșilor din Borșa, unde a fost reconstruită și repictată chiar de către ctitorul ei, Urs Broină, iobag din Stoboru. La începutul secolului XX ea a fost mutată în satul Adalin, unde a slujit nevoilor spirituale ale credincioșilor până în anul 2009, când a fost finalizată ridicarea bisericii noi a satului.

## Legături externe

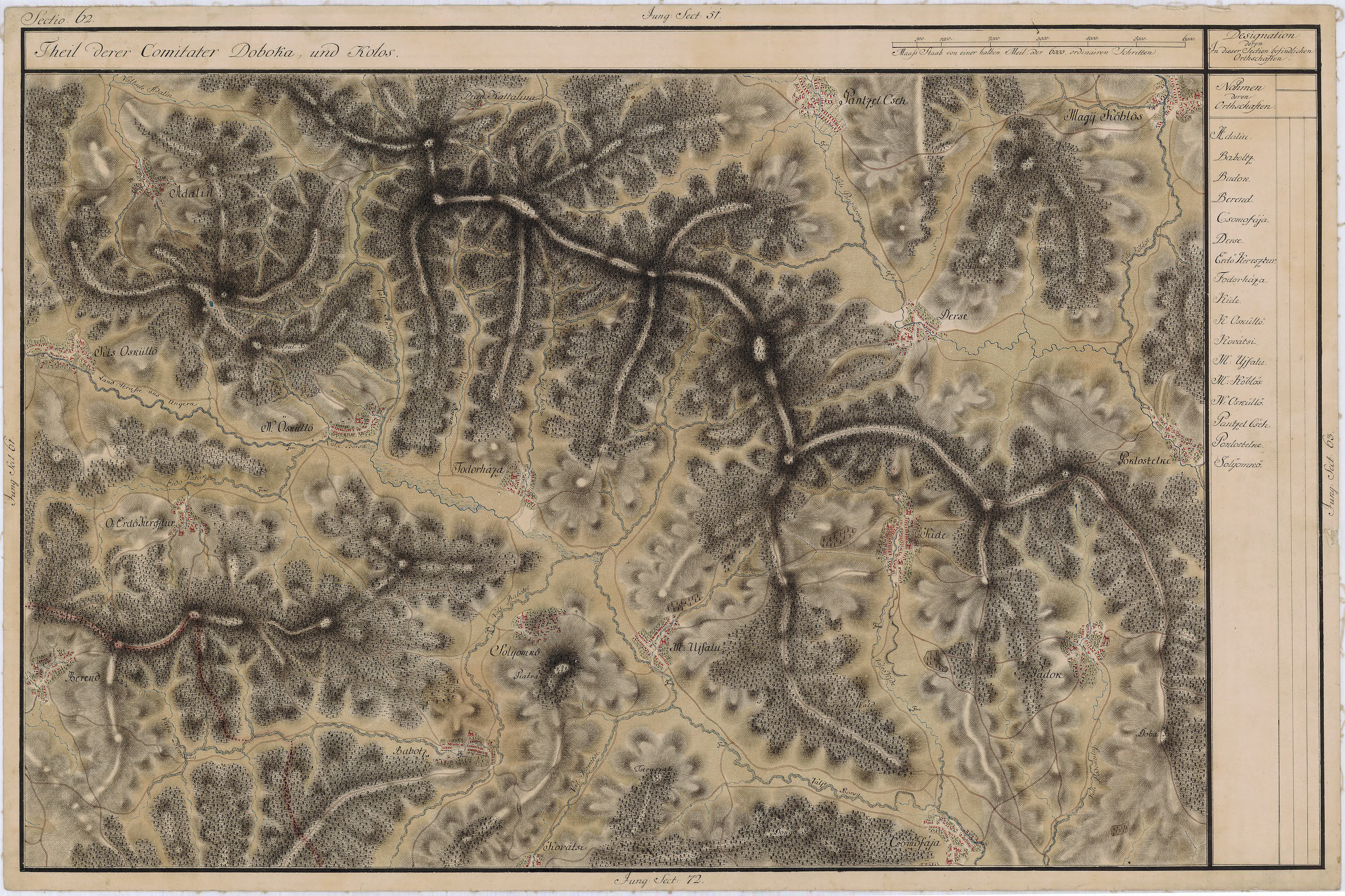
Adalin în Harta Iosefină a Transilvaniei, 1769-1773